# 8月30日 (旧暦)
旧暦8月30日は旧暦8月の30日目である。年によっては8月の最終日となる。六曜は先勝である。

## できごと
- 安政2年（グレゴリオ暦1855年10月10日） - 江戸幕府が九段下に洋学所（後の蕃書調所）を設立
- 明治5年（グレゴリオ暦1872年10月2日） - 明治政府が農民の職業自由、年貢米の金農、商業兼業を許可
- 明治5年（グレゴリオ暦1872年10月2日） - 新橋駅構内に日本初の駅の売店

## 忌日
- 明和7年（グレゴリオ暦1770年10月18日） - 朽木玄綱、福知山藩主（* 1709年）